# Свети Георги (Велес)
Вижте пояснителната страница за други значения на Свети Георги.
„Свети Великомъченик Георги“ или „Свети Георгий“ (на македонска литературна норма: „Свети Ѓорѓи“, „Свети Георгиј“) е възрожденска църква във Велес, централната част на Северна Македония. Част е от Повардарската епархия на Македонската православна църква.
Църквата се намира на североизточната страна на града, в Пърцорек. По външният си изглед не се отличава от околните къщи. Според едни извори е направена в 1740 година, а според други - в 1766. Вторият източник е една икона от църквата „Успение Богородично“, за която се смята, че е най-старата икона в Велес. Църквата е служила и за килийно училище.